# Telenomus penthimiae
Telenomus penthimiae is een vliesvleugelig insect uit de familie van de Scelionidae. De wetenschappelijke naam van de soort is voor het eerst geldig gepubliceerd in 1880 door Lichtenstein.